# Донифан (Мисури)
Донифан (енгл. Doniphan) град је у америчкој савезној држави Мисури.

## Демографија
По попису из 2010. године број становника је 1.997, што је 65 (3,4%) становника више него 2000. године.
| Група             | 2000.         | 2010.         |
| Белци             | 1.896 (98,1%) | 1.913 (95,8%) |
| Афроамериканци    | 0 (0,0%)      | 3 (0,2%)      |
| Азијати           | 9 (0,5%)      | 16 (0,8%)     |
| Хиспаноамериканци | 12 (0,6%)     | 34 (1,7%)     |
| Укупно            | 1.932         | 1.997         |